# مارککو اینتو
مارککو اینتو (انگلیسی: Markku Into; ۲۰ اکتبر ۱۹۴۵ – ۷ ژانویهٔ ۲۰۱۸) شاعر، کتابدار، و ترانه‌سرا اهل فنلاند بود.
وی همچنین برندهٔ جوایزی همچون جایزه اینو لینو شده‌است.